# Kastellaun
Kastellaun (do 6 grudnia 1935 Castellaun) – miasto w Niemczech, w kraju związkowym Nadrenia-Palatynat, w powiecie Rhein-Hunsrück, siedziba gminy związkowej Kastellaun.